# Le Triomphe de la volonté
Pour plus de détails, voir Fiche technique et Distribution.

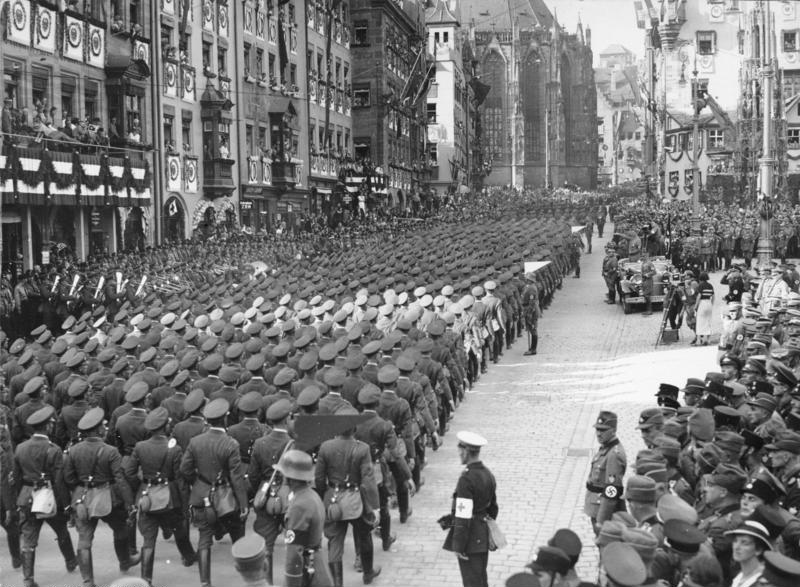
Défilé sur le de, en arrière-plan l'église Saint-Sébald, au milieu à droite, Hitler et Riefenstahl avec son équipe, 9 septembre 1934.

Le Triomphe de la volonté (en allemand : Triumph des Willens) est un film de propagande nazie tourné en noir et blanc par Leni Riefenstahl et sorti en 1935.
Le film, qui décrit principalement le congrès de Nuremberg du NSDAP de 1934 tenu au Reichsparteitagsgelände, est « commandé par le Führer » comme le générique l'indique.
Le Triomphe de la volonté est considéré comme l'un des plus grands films de propagande de l'histoire du cinéma.

## Le film

### Générique
Fondu enchaîné du noir au sujet : un aigle surmontant une couronne entourant un svastika. Au son, accords de cordes, clameurs cuivrées, rythme de marche. Panneau vertical vers le bas. Sur le socle de la statue, s'inscrit : « Triumph des Willens » en gothique moderne. Fondu enchaîné. Carton : « Das Dokument vom Reichsparteitag 1934 ». Fondu enchaîné. Carton : « Hergestellt im Auftrage des Führers » (« Produit/élaboré sur l'ordre du Führer ») ; au son : roulement de tambour. Fondu enchaîné. Carton : « Gestaltet von Leni Riefenstahl ».
Au son, roulement de tambour. Carton gothique curviligne « 5 septembre 1934 ». Fondu enchaîné. Silence, puis l'appel d'une trompette. Le thème du Horst-Wessel-Lied ? Carton « 20 Jahre nach dem Ausbruch des Weltkrieges » (« 20 ans après le début de la Guerre mondiale »). Fondu au gris flouté. Silence, puis grave phrase de cordes. Carton « 16 ans après le début de la douleur allemande », fondu au gris flouté. Silence puis appel des cuivres. Carton « 19 mois depuis le début de la renaissance allemande ». Fondu au gris flouté. Clameur aiguë de trompette. Carton : « Adolf Hitler s'est à nouveau rendu à Nuremberg pour une parade militaire ». Fondu enchaîné avec une mer de nuages vue depuis le cockpit.

### Dans le ciel
Panorama vers la gauche. Les Maîtres Chanteurs de Nuremberg de Richard Wagner. Cut. Plan nuage. Cut. Plan nuage. Cut. Plan nuage maintenant sans amorce du cockpit. Courte phrase musicale annonciatrice. Le double clocher de la Lorenzkirche apparaît à travers les nuages. Panoramique droit sur Nuremberg vu d'avion. Cut. Le Château de Nuremberg au sommet duquel culmine un drapeau allemand impérial. Vision vertigineuse des monuments emblématiques de la ville. L'église est pavoisée : un des clochers porte les couleurs de l'ancien drapeau impérial (noir-blanc-rouge) qui a supplanté celui de la République de Weimar depuis 1933, l'autre un étendard aux couleurs du IIIe Reich (les deux drapeaux coexistaient encore). Reprise du thème du Horst-Wessel-Lied. Plan d'un Junkers Ju 52 survolant Nuremberg. Cut. Son ombre se projette sur la ville, dans l'axe presque exact d'une avenue. Cut. L'avion dans le ciel. Au sol, en plongée totale une colonne (deux cents hommes ?) est en marche. Panneau vers la gauche, dans la même direction que l'avancement de la colonne. (Le dénombrement devient difficile, mais une estimation est possible) L'avion dans le ciel. La colonne sur un pont. L'avion effectue un virage vers la gauche. La musique jusque-là « classique » (à définir) prend des accents plus folkloriques.

### Sur terre
Une foule accueillante sur le tarmac. L'avion est posé sur la piste. Des militants font le salut nazi, mais aussi des femmes en civil. Plan d'ensemble : l'avion, un comité de réception, la foule. Cut. Des enfants qui saluent. L'avion roulant. Des enfants qui saluent. L'avion roulant. Les membres du comité s'approchant. Montage parallèle. Première apparition d'Hitler : il sort de l'avion, les cris (« Heil !, Heil !, Heil ! ») couvrent presque une musique aux accents de résolution. Goebbels descend à son tour de l'avion, acclamé (grâce au montage) lui aussi. Plan poitrine d'Hitler, souriant. Cut. Quatre femmes (et des enfants de quatre à dix ans) ont le bras levé. Les clameurs de la foule couvrent toujours approximativement la musique qui entame alors un nouveau mouvement. Une Mercedes décapotable circule. La foule est dense de chaque côté de la route. Une trompette sonne une charge. Hitler debout, salue. La foule le salue (effet de montage). De trois-quarts dos, Hitler salue. Gros plan sur sa main ouverte, très en arrière, presque au niveau de son oreille. Son geste n'a qu'une lointaine parenté avec le salut romain.

## Fiche technique
- Titre : Le Triomphe de la volonté
- Titre original : Triumph des Willens
- Réalisation : Leni Riefenstahl
- Scénario : Leni Riefenstahl, Walter Ruttmann
- Musique : Herbert Windt, Richard Wagner
- Caméras : Sepp Allgeier, Karl Attenberger (en), Werner Bohne (en), Walter Frentz, Hans Gottschalk (de), Werner Hundhausen, Herbert Kebelmann, Albert Kling, Franz Koch, Herbert Kutschbach, Paul Lieberenz, Vlada Majic, Richard Nickel, Walter Riml, Arthur Schwertfeger, Károly Vass (en), Franz Weihmayr, Siegfried Weimann, Karl Wellert, Willy Zielke
- Pays d'origine :  Allemagne
- Production : Leni Riefenstahl
- Format : Noir et blanc - 1,37:1 - 35 mm - Mono
- Durée : 114 minutes
- Dates de sortie :
  -  Allemagne : 28 mars 1935

Mentions au générique
- Wolfgang Brüning, Gustav Lantschner (comme Guzzi Lantschner), Otto Lantschner, Erna Peters, Walter Prager : assistants de production
- Rolf Hanasch : le pilote du dirigeable
- Anton Riediger : le pilote de l'avion

## Personnalités visibles dans le film
- Adolf Hitler
- Max Amann
- Martin Bormann
- Walter Buch
- Walter Darré
- Otto Dietrich
- Sepp Dietrich
- Hans Frank
- Joseph Goebbels
- Jakob Grimminger
- Hermann Göring
- Rudolf Hess
- Reinhard Heydrich
- Konstantin Hierl
- Heinrich Himmler
- Robert Ley
- Viktor Lutze
- Ludwig Müller
- Erich Raeder
- Fritz Reinhardt
- Alfred Rosenberg
- Hjalmar Schacht
- Franz Xaver Schwarz
- Julius Streicher
- Fritz Todt
- Werner von Blomberg
- Hans-Georg von Friedeburg
- Gerd von Rundstedt
- Baldur von Schirach
- Adolf Wagner

## Diffusion en France
En 1972, trente minutes du documentaire sont diffusées pour la première fois en France à la télévision, dans l'émission Italiques.

## Analyses
Riefenstahl utilise différentes techniques du langage cinématographique déjà éprouvées, notamment par Eisenstein, mais aussi par le tout-venant des actualités. L'usage des contre-plongées rendant héroïque le sujet cadré. Les contre-champs entre les dignitaires et les spectateurs (soldats, militants et « civils ») enthousiastes construisent un espace.

### Réception
Selon Jean-Pierre Delarge : « Chef-d'œuvre de haine, de vanité provocante, d'orgueil démoniaque, mais chef-d'œuvre tout de même ».
Riefenstahl utilise le langage cinématographique pour glorifier et mythifier le sujet : contre-plongées héroïques, contre-champ nombreux de spectateurs (soldats, militants et civils) enthousiastes. Le cadrage de la foule, lors de travellings ne permet pas un décompte exact. Travellings circulaires lors des discours et très grands plans lors des parades.
La séquence d'ouverture fait d'Hitler un dieu descendu des cieux pour sauver le peuple allemand. « Un dieu nouveau descendant du Walhalla », selon Jean Mitry qui reprend l'analyse de Georges Sadoul (« L'avion du nouveau Messie se posait à Nuremberg »), qui, plus loin, parle de « pompeuse déification wagnérienne ». Marc Ferro évoque « l'avion du Führer qui descend du ciel tel le démiurge »
Robert Brasillach en dit : « En 1935, enfin, de même que les Russes [...], les Allemands ont présenté en grande cérémonie une œuvre singulière, dédiée à la gloire des camps de travailleurs. Ce monotone et parfois magnifique Triomphe de la volonté, film sans anecdote, film de foules et de défilés (certains sont admirables), représente sans doute le suprême effort de l'idéologie de masse qu'Hitler a inspirée ; idéologie opposée au marxisme, mais qui produit les mêmes effets ».
Il est présenté en grande pompe à l'Exposition universelle de 1937 à Paris.
Trente ans après, la réalisatrice déclare : « J'ai seulement montré ce dont tout le monde, alors, était témoin... À l'époque, on croyait encore à quelque chose de beau. Le pire était à venir, mais qui le savait ? » [réf. souhaitée]

### Un film-source?
Pour Georges Sadoul : « Le Triomphe de la volonté, film inégal et grandiloquent, qui est dans sa majorité la transcription de cérémonies et de discours, est par ces deux passages un document significatif, presque malgré lui, sur deux aspects du régime qu'il exaltait : décorum apparent, barbarie foncière. »
Pour Marc Ferro : « Le but du film est double : montrer aux nazis la solidarité du parti, ce qui était nécessaire au lendemain de l'affaire Roehm ; introduire les leaders dans le film ; ils diraient quelques mots et les Allemands pourraient ainsi identifier leurs véritables chefs. Le deuxième objectif était d'impressionner l'étranger. »

## Réutilisations

### Remploi directs du matériel cinématographique / re-montage, etc.
Charles Ridley est l'auteur en 1941 d'un détournement du Triomphe de la volonté (intégrant quelques plans d'autres films). Ce bref court métrage de deux minutes synchronise un morceau de danse, précisément une marche dansante en vogue en Angleterre à la fin des années 1930, le Lambeth Walk, avec des images des troupes défilant au pas de l'oie et d'Adolf Hitler, ridiculisé. Ce film de contre-propagande possède plusieurs titres dont Germania is calling ou Lambeth Walk: Nazi Style,. Ce même « clip » constitue la première séquence du film Made in Germany de Thomas Hausner (1998).
À la suite d'une commande du musée d'art moderne de New York (MoMA), le réalisateur hispano-mexicain Luis Buñuel effectue un montage à partir de larges extraits de films de Leni Riefenstahl dont Le Triomphe de la volonté, et d'un film de Hans Bertram, Campagne de Pologne (1940) : Triumph of the Will (États-Unis, 1941, 40 min, 16 mm).